# باراترسوتومس ماكروبالبس
باراترسوتومس ماكروبالبس (بالإنجليزية: Paratarsotomus macropalpis)‏ هو نوع من السوس ينتمي إلى عائلة الأنيستيدات [الإنجليزية]. يقطن هذا السوس جنوب كاليفورنيا وعادة ما يُرى وهو يتحرك سريعا بين جوانب الطرق في المناطق الصخرية. صُنف سابقا بأنه ينتمي إلى جنس تارسوتومس، وأعيد تصنيفه سنة 1999 إلى جانب أربعة أنواع أخرى في جنس باراترسوتومس. ماكروبالبس صغير نسبيا 0.7 ملم لكنه يملك رقما قياسيا كأسرع حيوان أرضي مقارنة بطوله.